# هيلغا أوفن
هيلغا أوفن (من مواليد 3 أكتوبر 1951) هي لاعبة كرة طائرة ألمانية. شاركت في بطولة السيدات في الألعاب الأولمبية الصيفية لعام 1976 .

## روابط خارجية
- هيلغا أوفن على موقع أوليمبيديا (الإنجليزية)